# Amsterdam (Van Halen)
Amsterdam is een single van de Amerikaanse band Van Halen uit 1995. Het titelnummer ervan werd geschreven door Sammy Hagar naar aanleiding van de vrijheid die hij voelde in Amsterdam tijdens een bezoek van de band aan die stad in de jaren negentig. De broers Alex en Eddie Van Halen vonden dat het nummer is geschreven vanuit het standpunt van de feestvierende toerist en waren van mening dat de tekst geen recht deed aan hun geboortestad. Desondanks nam de band het nummer op en bracht het als single uit. De single is afkomstig van het album Balance en behaalde de negende positie op de Bilboard Modern Rock Charts. Voor "Amsterdam" werd een videoclip opgenomen die op MTV is vertoond en waarin beelden te zien zijn van de band in de Nederlandse hoofdstad, onder meer van het bezoek van Van Halen aan De Wallen.